# Zombie Highway
Zombie Highway es una franquicia de videojuegos de supervivencia lanzados por primera vez en 2010 y desarrollados por el estudio estadounidense Auxbrain, pero retirados de los dispositivos iOS y Android a través de sus respectivas tiendas de aplicaciones (Apple Store y Google Play). Se trata de una serie de videojuegos de un jugador en los que dispone de armas y en los que se debe conducir un automóvil intentando sobrevivir el mayor tiempo posible mientras los zombis saltan a los lados del vehículo tirando de este para voltearlo. Se han lanzado dos secuelas: Zombie Highway 2 y Zombie Highway: Driver's Ed. Los videojuegos de la franquicia dejaron de estar disponibles después de que Auxbrain anunciara que se centraría en otros juegos. Actualmente se encuentra únicamente Zombie Highway 2 disponible en las tiendas App Store y Google Play Store, Agregada en abril de 2024 

## Jugabilidad
En Zombie Highway, el jugador controla un automóvil mediante el giroscopio del dispositivo con el objetivo de intentar sobrevivir el mayor tiempo posible mientras los zombis saltan a los lados del coche tirando del vehículo cada vez con más fuerza. Los zombis tienen sus propias barras de salud que se pueden agotar disparándoles. Si hay suficientes zombis sobre el coche, éste se volcará y el juego terminará. Hay obstáculos en el camino que el jugador debe evitar, pues si el jugador choca directamente de frente contra alguno de ellos el juego terminará.

## Recepción
Zombie Highway tuvo una recepción positiva con una valoración de 76 puntos de 100 en el agregador de reseñas Metacritic.